# Trupanea pseudoamoena
Trupanea pseudoamoena är en tvåvingeart som beskrevs av Amnon Freidberg 1974. Trupanea pseudoamoena ingår i släktet Trupanea och familjen borrflugor. Inga underarter finns listade i Catalogue of Life.